# Clypeolampadidae
Famille
Les Clypeolampadidae sont une famille d'oursins irréguliers fossiles du groupe des Neognathostomata.

## Systématique
La famille des Clypeolampadidae a été créée en 1962 par le zoologiste et paléontologue américain Porter Martin Kier (d) (1927-).

## Liste des genres
Selon World Register of Marine Species (22 novembre 2021) :
- genre † Clypeolampas Pomel, 1869
- genre † Hungaresia Szörényi, 1955

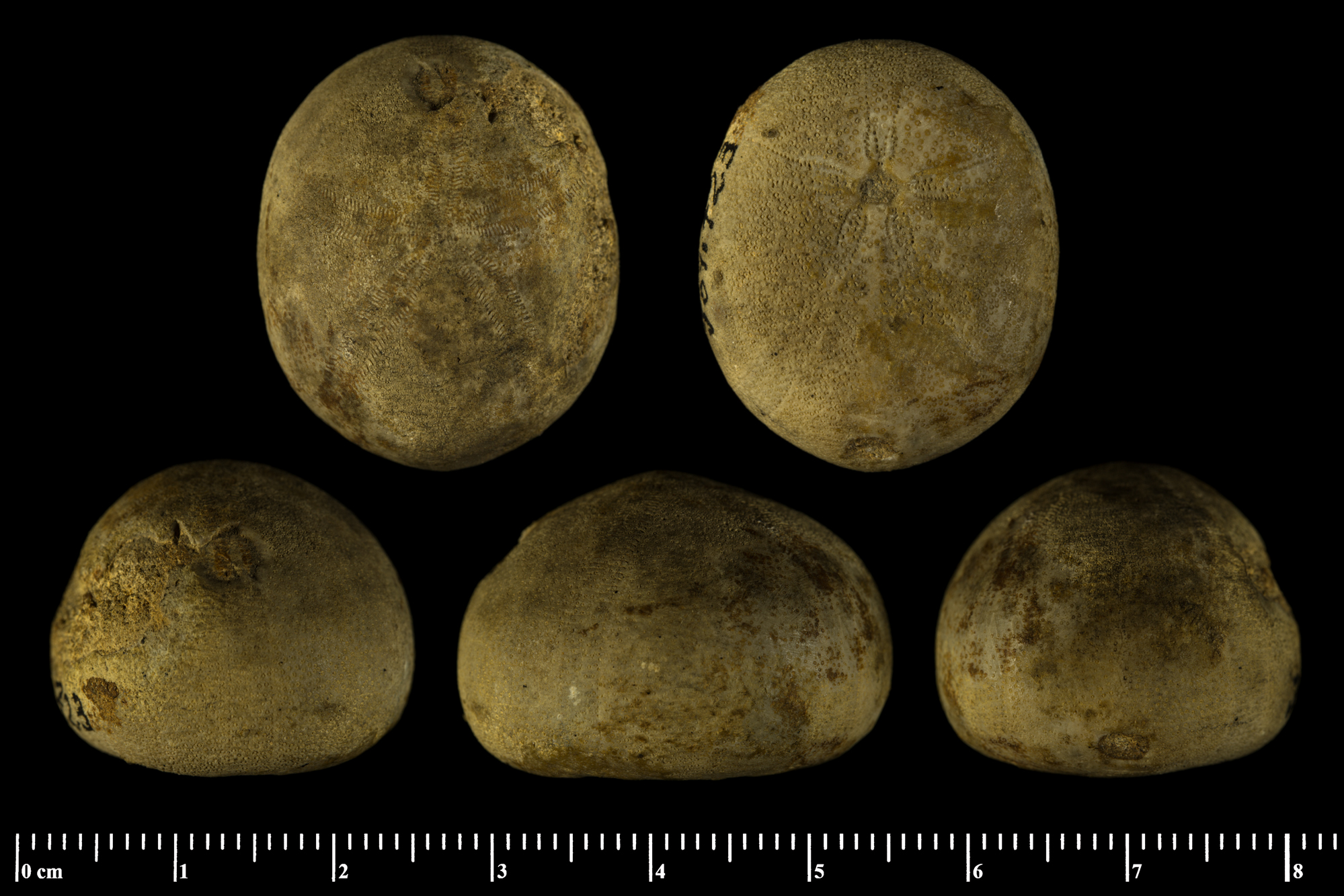
Clypeolampas toucasi

## Publication originale
- (en) Porter M. Kier, « Revision of the cassiduloid echinoids », Smithsonian Miscellaneous Collections, vol. 144, no 3,‎ 1962, p. 1-262 (ISSN 0096-8749, OCLC 1376204, lire en ligne).